# Énation

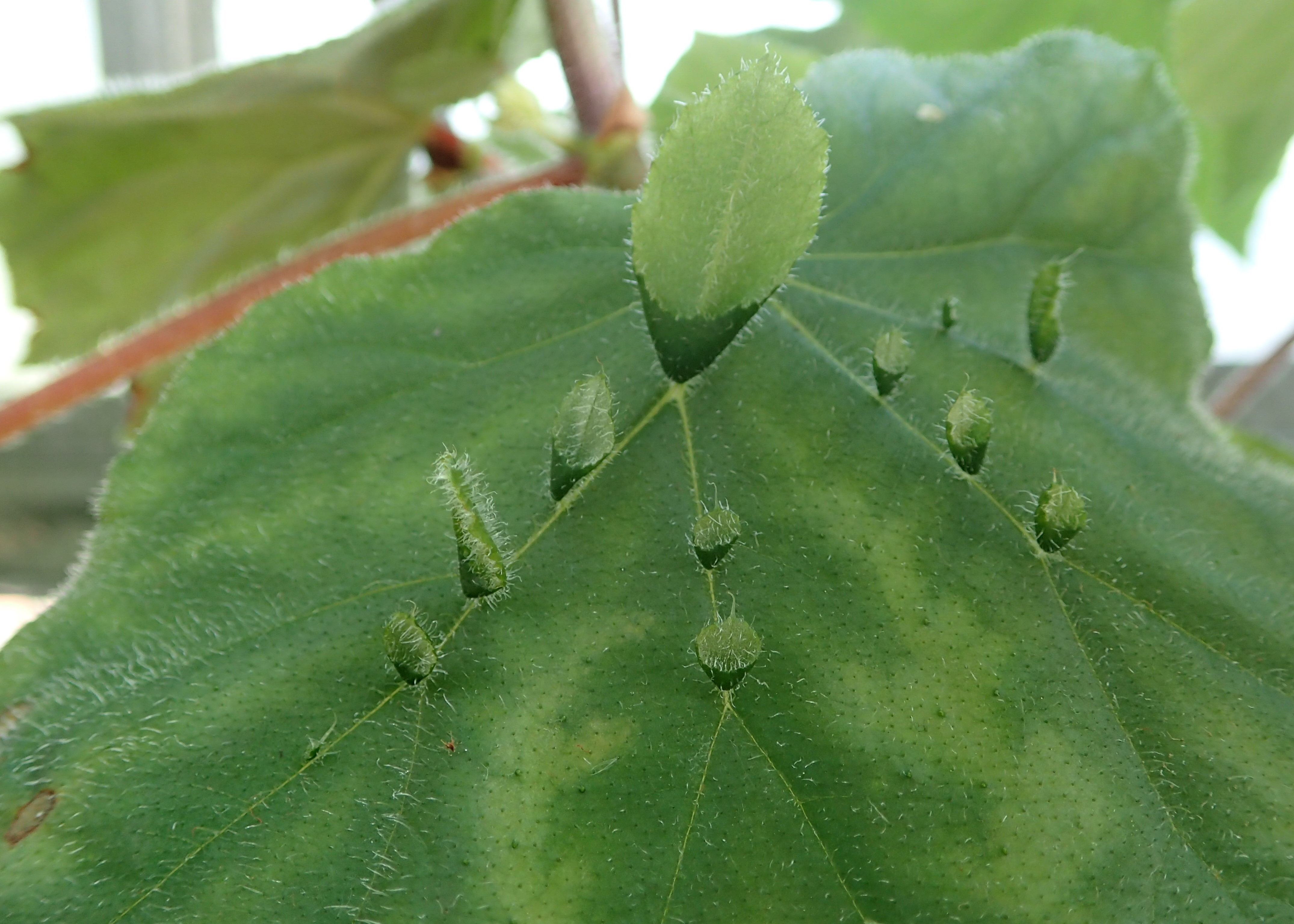
Énations, naturellement présentes sur le Begonia hispida var. cucullifera.

En botanique, on appelle énation une structure écailleuse, de type foliaire, qui se différencie des feuilles par l'absence de  tissu vasculaire. On trouve ce type de structure chez certaines plantes primitives, par exemple dans le genre Rhynia (classe des Rhyniophyta, plantes fossiles), chez lesquelles elles devaient jouer un rôle dans la photosynthèse. Ce terme désigne aussi des excroissances ou déformations foliaires, qui sont le symptôme de certaines maladies des plantes, notamment virales.